# 財満久長
財満 久長（ざいま ひさなが）は毛利氏家臣。萩藩大組である財満氏の当主・財満元直の嫡子。実父は益田就之。
幼名は才嶋、通称は新右衛門。

## 生涯
萩藩寄組である父・益田就之と母・宍道元兼の娘の二男として生まれる。
男子がいなかった財満元直の長女と婚姻し婿養子となった。しかしその長女が早世し、続いて二女を後妻に迎えたもののその二女も早世したため、さらに三女を後妻としている。三女の母は和智元通の娘。この三女もまた早世するが、久長との間に嫡子・久之を儲けた。
養父・元直が亡くなったため、寛文5年（1665年）11月に財満氏750石の家督を継いだ。
家督相続後は大組番頭 を務め、貞享5年（1688年）4月8日病没。嫡子・久之が家督を継いだ。